# Сплюшка білогорла
Сплюшка вусата (Megascops albogularis) — вид совоподібних птахів родини совових (Strigidae). Мешкає в Андах.

## Опис
Довжина птаха становить 20-28 см, вага 130-185 г. У птахів номінативного підвиду голова і верхня частина тіла темно-коричневі, поцятковані невеликими чорнуватими, рудуватими і білими смужками. Махові пера і відносно довгий хвіст поцятковані вузькими темними смужками. Лицевий диск темний з нечіткими краями, над очима білуваті "брови", на горлі велика біла пляма. На голові невеликі, малопомітні пір'яні "вуха". Груди темно-коричневі, поцятковані рудувато-коричневими плямами, живіт рудувато-коричневий, поцяткований темними смугами. Молоді птахи мають блідо-охристо-сіре забарвлення, лицевий диск чорнуватий, на потилиці, верхній частині спини і нижній частині тіла у них темні смуги. Голос — серія криків «чурро-чурро-чу-чу-чу-чу», яка триває близько хвилини. Пари кричать дуетом.

## Підвиди
Виділяють п'ять підвидів:
- M. a. obscurus (Phelps, WH & Phelps, WH Jr, 1953) — гори Сьєрра-де-Періха на кордоні Колумбії і Венесуели;
- M. a. meridensis (Chapman, 1923) — гори Кордильєра-де-Мерида на заході Венесуели;
- M. a. macabrus (Bonaparte, 1850) — Західний і Центральний хребти Анд в Колумбії, Еквадорі і північному Перу;
- M. a. albogularis (Cassin, 1849) — Східний хребет Еквадорських Анд;
- M. a. remotus (Bond, J & Meyer de Schauensee, 1941) — Анди в Перу і Болівії.

## Поширення і екологія
Білогорлі сплюшки мешкають у Венесуелі, Колумбії, Еквадорі, Перу і Болівії. Вони живуть у вологих гірських і хмарних тропічних лісах з великою кількістю епіфітів, на узліссях і галявинах, в гірських бамбукових заростях, на висоті від 2000 до 3000 м над рівнем моря, місцями на висоті 1700 м над рівнем моря, на східних схилах Перуанських Анд на висоті до 3700 м над рівнем моря. Ведуть нічний спосіб життя, живляться великими комахами і дрібними хребетними.